# Cinnamomum foveolatum
Cinnamomum foveolatum (Merr.) H.W.Li & J.Li – gatunek rośliny z rodziny wawrzynowatych (Lauraceae Juss.). Występuje naturalnie w południowych Chinach – w południowo-zachodniej części regionu autonomicznego Kuangsi. 

## Morfologia
PokrójZimozielony krzew dorastający do 5 m wysokości. Młode pędy są lekko owłosione i mają szarawą barwę.
LiścieNaprzemianległe lub zebrane na końcach gałęzi. Mają kształt od eliptycznego do podłużnego. Mierzą 5–22 cm długości oraz 2,5–7 cm szerokości. Nasada liścia jest klinowa. Blaszka liściowa jest o spiczastym wierzchołku. Ogonek liściowy jest owłosiony i dorasta do 4–7 cm długości.
KwiatySą niepozorne, jednopłciowe, zebrane po 4–5 w baldachy, rozwijają się w kątach pędów. Okwiat jest zbudowany z 6 listków o odwrotnie jajowatym kształcie. Kwiaty męskie mają 9–12 pręcików.
OwoceMają kulisty kształt, osiągają 10 mm średnicy.

## Biologia i ekologia
Roślina dwupienna. Rośnie w lasach, na wapiennym podłożu. Występuje na wysokości od 100 do 700 m n.p.m. Kwitnie w lipcu, natomiast owoce dojrzewają w grudniu.